# Gala Placidia
Élia Gala Placidia (en latín: Aelia Galla Placidia; Constantinopla, entre 388 y 393-Roma, 27 de noviembre de 450) fue la hija del emperador romano Teodosio I y de su segunda esposa Gala, emperatriz consorte de Constancio III, emperador del Imperio Romano de Occidente y madre de Valentiniano III, emperador de Occidente. Gala era media hermana de los emperadores Honorio y Arcadio.

## Biografía
Gala Placidia nació en Constantinopla, fruto del segundo matrimonio del emperador Teodosio I con Gala, hija de Valentiniano I. La fecha es controvertida ya que el año 388 corresponde a la del primogénito de la pareja imperial, que según algunos investigadores podría haber sido un hermano mayor de Gala llamado Graciano, lo que retrasaría su nacimiento al año 392 o 393. Otro hermano más pequeño, Juan, murió en 394 quizá ya en el mismo parto a la vez que su madre (Zósimo, Hist. Nov., 4.57.3).
Las maniobras de la nueva esposa del emperador para favorecer a sus propios hijos pronto despertaron recelos en la corte, sobre todo entre los partidarios del joven Arcadio, como el magister officiorum Rufino. Según Juan de Antioquía (Frag. 187) Arcadio simplemente la detestaba, situación que debió ser la causa del alejamiento de Constantinopla de Gala Placidia, ya que Teodosio, que acababa de derrotar al usurpador Eugenio, la hizo llamar desde Milán a donde acudió en compañía de Honorio. Tras la muerte de Teodosio en el año 395 Gala Placidia quedó al cuidado de Serena, la mujer de Estilicón, que se encargaría de su educación mientras residía en sus palacios de Milán y Roma.
Estilicón y Serena tenían un claro interés en vincular a sus propios hijos con la familia imperial y así concertaron en 398 la boda de Honorio con su hija María (Claudiano, Epithalamium). Además, en previsión de que Honorio falleciera pronto o sin dejar un heredero, alrededor del año 400 también prometieron a la joven Placidia con su hijo Euquerio. Euquerio estaba emparentado con Teodosio, ya que Serena era su sobrina, y Placidia ostentaba de nacimiento el título de nobilísima que le permitía transmitir la dignidad imperial, a lo que se añadía el calificativo de Augusta con el que ya aparece durante la celebración del sexto consulado de Honorio en el año 404.
Cuando tenía unos veinte años Gala Placidia fue hecha prisionera por los visigodos de Alarico que en ese momento amenazaban la misma ciudad de Roma. No está del todo claro si fue apresada durante el saqueo de Roma del año 410, como afirma Orosio (Hist. Pag., 7.40.2), o si ya era rehén de los godos cuando a finales de 409 o principios de 410 estos acudieron a Rávena a negociar con Honorio, según se deduce del relato de Zósimo (6.12.13). En cualquier caso acompañó al séquito del rey Alarico cuando este se dirigió al sur de Italia con la intención de embarcar hacia el norte de África, plan que fracasó al hundirse la flota poco antes de su muerte. El sucesor de Alarico, su cuñado Ataúlfo, para apoyar en un principio al usurpador Jovino trasladó en 411 su ejército a la Galia, llevándose consigo tanto a Gala como al emperador depuesto Prisco Atalo.
Se casó con Ataúlfo en Narbona en enero de 414, aunque el historiador Jordanes (Getica, 159-160) concede validez legal a una ceremonia de matrimonio previa, celebrada en 411 en Forum Livii (Forli) probablemente según el rito godo. En Narbona se ratificaba solemnemente la primera unión, enfatizando a través de Gala Placidia la estrecha vinculación con la familia imperial adquirida por Ataúlfo, quien además y en presencia de Atalo confirmaba la ciudadanía romana que probablemente se le había concedido, ya que según recoge el Código Teodosiano, las leyes prohibían los matrimonios tanto entre ciudadanos desiguales como con extranjeros.
La fecha de Jordanes también puede realmente referirse al inicio del romance entre ella y el rey godo, pues algunos historiadores afirman que hubo más amor que política en dicha unión. En los primeros meses del año 415 ella tuvo un hijo de Ataúlfo, Teodosio, pero murió a los pocos días de nacer y lo enterraron en Barcelona, donde se encontraban entonces. Años más tarde, el cadáver fue trasladado al mausoleo imperial de la Basílica de San Pedro en Roma. Ataúlfo fue herido mortalmente por un criado de un noble al que había mandado matar, y antes de morir a finales del verano de 415, ordenó a su hermano devolver a Gala a los romanos. Le sucedió Sigerico que fue asesinado a los siete días, aunque tuvo tiempo de ordenar matar a los hijos de Ataúlfo en su primer matrimonio y someter a Gala Placidia a la vejación de ser azotada.
Le sustituyó Valia, que a finales de ese año 415 intentó organizar desde Barcelona una expedición a África, pero como le había sucedido a Alarico las naves que reunía naufragaron en una tempestad y se vio obligado a negociar con Roma. A cambio de una provisión de trigo de 600 000 modii (unas 5400 toneladas), Valia se comprometió a devolver a Gala Placidia y a luchar como aliado de los romanos contra los invasores bárbaros de la península ibérica.
De vuelta a Roma, su hermano el emperador Honorio la forzó a casarse con el general Flavio Constancio, asociado al gobierno del Imperio de Occidente, en enero de 417. De este matrimonio nacieron dos hijos, Valentiniano III y Honoria. Constancio se convertiría en coemperador en 421, pero murió al poco tiempo.
En este periodo, según Olimpiodoro (Frag. 38), la estrecha relación que mantenía Placidia con su hermano Honorio dio lugar a rumores que alcanzaron nivel de escándalo público, lo que unido a las acusaciones de que había conspirado contra él en connivencia con los visigodos, hizo que Gala fuese expulsada junto con sus hijos de Rávena para partir al exilio, primero a Roma y después a la corte de Teodosio II en Constantinopla.

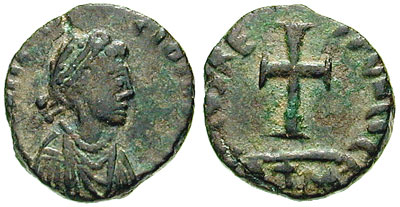
Gala Placidia en una moneda acuñada por su hijo Valentiniano III. En el reverso, la Cruz cristiana.

Tras la muerte de Honorio en 423 y la derrota del usurpador Juan a pesar de las tentativas de Aecio para ayudarlo, su hijo Valentiniano fue nombrado César en Salónica el 23 de octubre de 424 y, un año después en Roma, Augusto y emperador de Occidente el 23 de octubre de 425 a los seis años de edad, gobernando Gala como regente desde ese año hasta 437.
Procuró, en un principio, gobernar en el nombre de su hijo y buscó que ningún general alcanzase una posición predominante tal y como habían sido las de su difunto marido Flavio Constancio y Estilicón que determinaron el gobierno de su hermano Honorio. Tuvo éxito con Félix al conseguir que Aecio lo eliminase pero fracasó cuando intentó sustituir a este por Bonifacio, lo que provocó una breve guerra civil de la que salió victorioso Aecio con el que tuvo que hacer las paces y quien sería el baluarte frente a la amenaza de Atila.
Según Orosio murió en Roma en el año 450, y no se tienen más noticias sobre ella tras la entrada de Atila en Aquicum (Budapest) el 27 de noviembre de ese año.

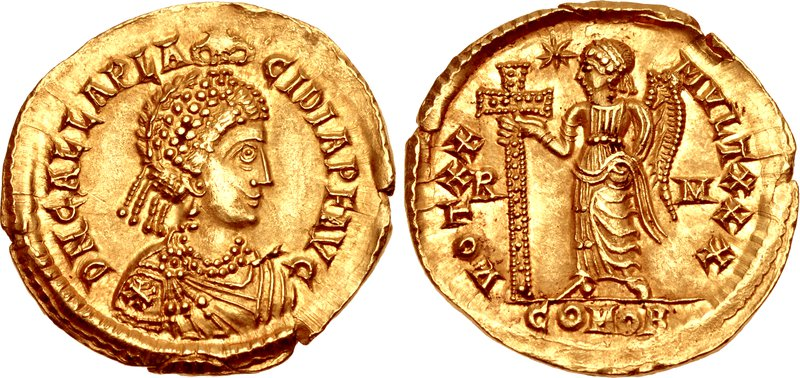
Sólido emitido en 425-426 con Gala Placidia como Augusta.

A lo largo de su vida fue una cristiana devota, y en sus últimos años construyó o enriqueció varias iglesias. Mandó edificar la Iglesia de San Juan Evangelista (Rávena) y de la Santa Cruz, también en Rávena. De la segunda solamente queda el oratorio de San Lorenzo, conocido como mausoleo de Gala Placidia, pero no fue enterrada allí, puesto que murió en Roma, siendo probablemente enterrada en el Mausoleo de Honorio. En Roma finalizó la basílica de San Juan Laterano, hoy Letrán.

## En la cultura popular
El músico español Jaume Pahissa escribió la opera Gal·la Placidia en 1913, basada en la tragedia del mismo nombre del poeta y dramaturgo Ángel Guimerá.